# Пояна (Долхаска, Сучава)
Пояна (рум. Poiana) — село у повіті Сучава в Румунії. Адміністративно підпорядковане місту Долхаска.
Село розташоване на відстані 338 км на північ від Бухареста, 32 км на південний схід від Сучави, 83 км на північний захід від Ясс.

## Населення
За даними перепису населення 2002 року у селі проживали 486 осіб, усі — румуни. Усі жителі села рідною мовою назвали румунську.